# Me cuesta tanto olvidarte (álbum)
Me cuesta tanto olvidarte es el cuarto álbum en español grabado en estudio de la carrera en solitario de Ana Torroja, publicado en 2006, después del álbum compilado titulado Esencial de 2004.
El álbum, creado de la mano de Aleks Syntek, presenta versiones innovadoras de varios éxitos de su otrora grupo musical Mecano. Algunas de estas versiones son muy llamativas, tales como «Hijo de la Luna» en versión huapango o «Barco a Venus» como rumba.
El disco muestra una alternativa por la propia vocalista del exgrupo, dando una especie de homenaje, quien al mismo tiempo promocionaba una gira con el posible regreso del grupo español, obteniendo una gran expectativa, pero al final esta sólo fue efectuada por ella. La gira denominada La Fuerza del Destino obtuvo un éxito rotundo.

## Descripción
El álbum se compone de trece canciones renovadas y versionadas en distintos estilos musicales; seis de ellas reemplazadas con géneros como huapango «Hijo de la luna», samba «Un año más», árabe «Me colé en una fiesta», charlestón/cabaret «Maquillaje», bolero «Mujer contra mujer» y rumba «Barco a venus». Las demás mantiene su tono original, con modernidad, vanguardia y trascendencia de la voz. 
- «Hijo de la luna», en la actualidad sigue siendo la canción en español más versionada en el mundo. Si bien iba a conformar el primer sencillo, fue criticada por los fanes con anterioridad, siendo finalmente «Los amantes» el primer sencillo del álbum.
- «Los amantes», «Ay, qué pesado», «La fuerza del destino» o pequeña parte de otros temas del disco Torroja utiliza un efecto de voz llamado Cher.
- En la canción «Maquillaje», Ana logra equiparar su voz actual, con la versión original tecno-pop de 1982, que es muy ligera.
- En el tema «Busco algo barato», la mexicana Julieta Venegas colabora con el acordeón.
- El bonus track titulado «El mapa de tu corazón», compuesta por Nacho Cano, fue elegido por la misma vocalista como la canción que más extrañaba de Mecano.
- «Aire» es uno de los temas más largos, con 6 min. aprox., de su trayectoria como solista y con Mecano. El puente musical "metalizado" penumbroso, caracteriza al futurista disco.

## Lista de canciones
- Edición estándar:

| N.º | Título                                | Escritor(es)    | Duración |  |
| 1.  | «Los amantes»                         | Nacho Cano      | 4:13     |  |
| 2.  | «Hijo de la luna»                     | José María Cano | 4:39     |  |
| 3.  | «Un año más»                          | Nacho Cano      | 5:15     |  |
| 4.  | «Maquillaje»                          | Nacho Cano      | 3:48     |  |
| 5.  | «Me colé en una fiesta»               | Nacho Cano      | 3:46     |  |
| 6.  | «La fuerza del destino»               | Nacho Cano      | 4:43     |  |
| 7.  | «Ay qué pesado»                       | Nacho Cano      | 3:48     |  |
| 8.  | «Mujer contra mujer»                  | José María Cano | 4:49     |  |
| 9.  | «Busco algo barato»                   | Nacho Cano      | 4:27     |  |
| 10. | «Barco a Venus»                       | Nacho Cano      | 3:44     |  |
| 11. | «Cruz de navajas»                     | José María Cano | 5:11     |  |
| 12. | «Aire»                                | José María Cano | 6:13     |  |
| 13. | «El mapa de tu corazón» (bonus track) | Nacho Cano      | 4:15     |  |

## Posiciones
| País     | Posición |
| -------- | -------- |
| Colombia | 15       |
| España   | 5        |
| Chile    | 1        |

| País   | Certificación    | Ventas         |
| ------ | ---------------- | -------------- |
| España | Disco de Platino | +80 000 copias |